# Partit Socialdemòcrata Independent
Partit Socialdemòcrata Independent (PSI) fou una federació de partits de caràcter social-demòcrata creada el 1976 i dirigit, entre d'altres, per Gonzalo Casado. A les eleccions generals espanyoles de 1977 es va presentar en coalició amb la UCD.